# Horní Lukavice
Horní Lukavice là một làng thuộc huyện Plzeň-jih, vùng Plzeňský, Cộng hòa Séc.